# 훌리오 프리에토
훌리오 프리에토 마르틴(스페인어: Julio Prieto Martín, 1960년 11월 21일, 마드리드 주 마드리드 ~)은 스페인의 전직 축구 선수로, 현역 시절 미드필더로 활약했다.
14년 동안 현역 선수로 활약하면서, 11년에 걸쳐 305번의 라 리가 경기에 출전했는데, 주로 아틀레티코 마드리드에서 활약했다.

## 클럽 경력
마드리드 출신인 프리에토는 고향 아틀레티코 마드리드에서 현역 대부분을 보냈다. 세군다 디비시온에서 2군 소속으로 1년을 보내고 카스테욘으로 1년 임대된(라 리가에서 강등된 1981-82 시즌에 활약) 그는 매트리스 제작자들로 복귀해 5년 동안 대부분 주전으로 활동했다.
1982-83 시즌, 프리에토는 아틀레티코에서 개인적으로 최고 시즌을 보냈는데, 32경기에 출전하여 7골을 넣어 소속 구단의 3위에 일조했다. 아틀레티코 일원으로 2번의 우승을 거두고 1986년 컵위너스컵 결승전 진출에 일조했지만, 디나모 키이우에 0-3으로 패하면서 준우승에 만족해야 했다.
프리에토는 1987년 여름에 셀타 비고로 이적해 107경기(이 중 104경기는 선발 출전) 출전하여 자주 득점을 올렸으나, 마지막이자 3년차에 갈리시아 연고 구단은 1부 리그에서 강등되었다. 그는 1990-91 시즌에 아틀레티코 마드리드로 복귀했지만, 전력 외로 분류되었다.
2부 리그의 메리다에서 2년을 보낸 프리에토는 세군다 디비시온 B의 탈라베라에서 거의 35세가 되어 현역 은퇴하였다.

## 수상
아틀레티코 마드리드
- 코파 델 레이: 1984-85
- 수페르코파 데 에스파냐: 1985
- 컵위너스컵 준우승: 1985-86